# Stoneleigh (Villa)

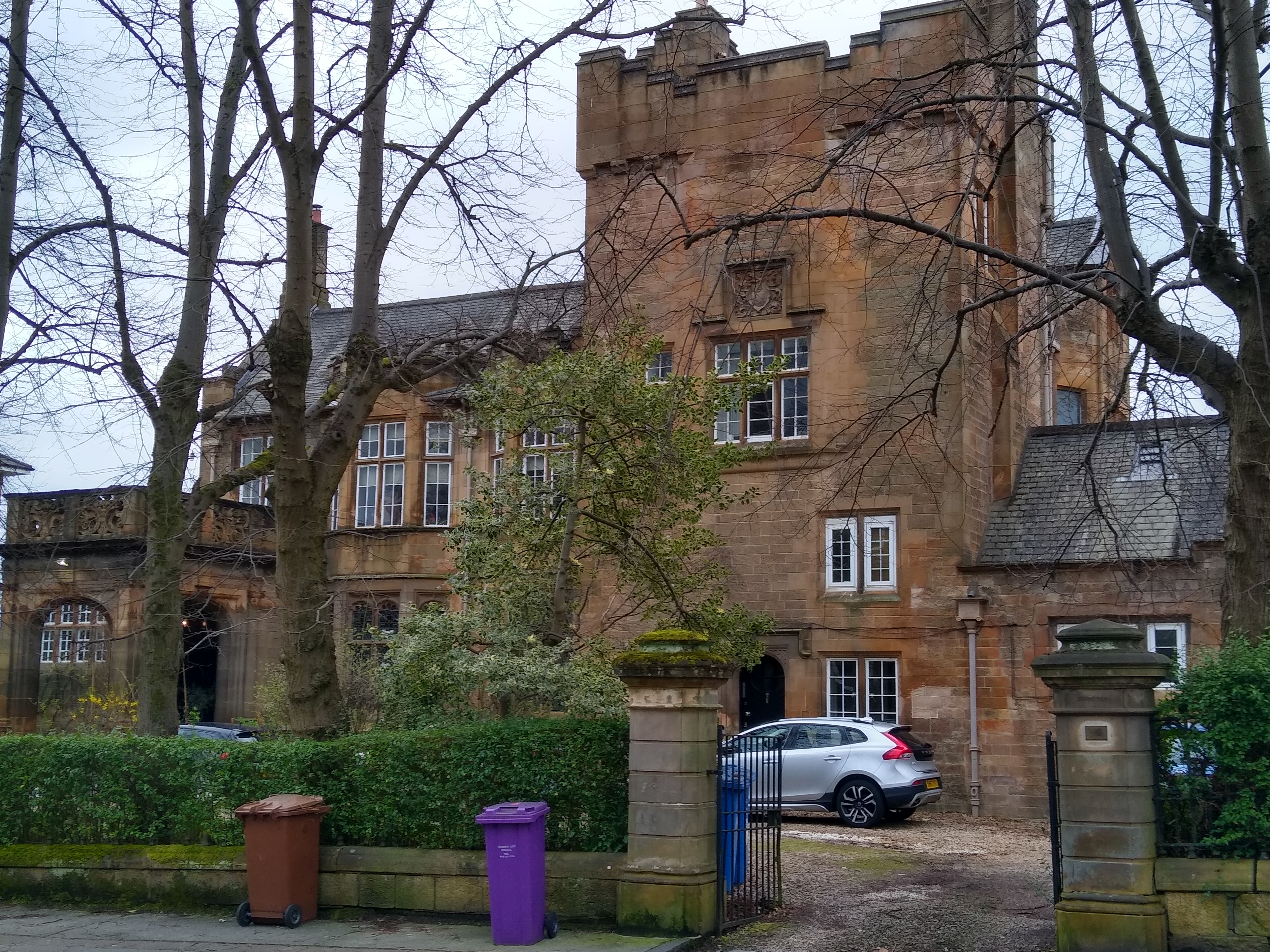
Stoneleigh

Stoneleigh ist eine Villa in der schottischen Stadt Glasgow. 1970 wurde das Bauwerk in die schottischen Denkmallisten in der höchsten Denkmalkategorie A aufgenommen. Des Weiteren ist es Teil eines umfassenderen Denkmalensembles der Kategorie B.

## Beschreibung
Die Villa entstand im Jahre 1901 nach einem Entwurf des Architekten Henry Edward Clifford. Bauherr war der Börsenmakler Joseph Turner. In den 1950er Jahren wurde in Stoneleigh ein Seniorenheim eingerichtet. Seit 1901 wurde die Villa in vier Fachpublikationen thematisiert.
Stoneleigh steht am Cleveden Drive abseits der Great Western Road (A82). Die Villa ist in einen steilen Hang gebaut und daher zwei- bis dreistöckig. Sie ist im elisabethanischen Stil ausgestaltete, zeigt jedoch auch Motive der jakobinischen Architektur. An der nordexponierten Frontseite tritt links eine wuchtige Porte-cochère heraus. Sie ist mit ionischen Pilastern, ausladendem Kranzgesimse und elaboriert ornamentierter Steinbalustrade gestaltet. Ebenso wie das Eingangsportal im Jugendstil mit seinem wuchtigen Schlussstein ist sie mit Korbbögen gearbeitet. Die Rundbogenfenster sind mit steinernen Fensterpfosten oder Maßwerken gestaltet. Rechts erhebt sich ein dreistöckiger Treppenturm mit quadratischem Grundriss. Aus den unregelmäßigen Fassaden treten verschiedentlich Ausluchten und Erker heraus. Mehrere Bauteile schließen mit zinnenbewehrter Brüstung ab. Fenster sind teils gekuppelt. Zu beiden Seiten gehen flache Flügel ab. Die abschließenden Dächer sind schiefergedeckt.
Der Innenraum ist teils im jakobinischen Stil und teils im Stile der Glasgow School ausgestaltet. Hervorzuheben sind elaborierte Schnitzarbeiten, Holzvertäfelungen und marmorne Kamine. Henry Arthur Payne und Mary Newill gestalteten die Bleiglasfenster. Die Märchen-Kameen im Saal sind im Stile Edward Burne-Jones’ gestaltet. Vermutlich stammen sie von Newill.